# Marrit Leenstra (schaatsster)
Marrit Leenstra (Wijckel, 10 mei 1989) is een Nederlands voormalig langebaanschaatsster. Ze schaatste haar laatste actieve jaren voor zonne-energieleverancier enie.nl, dat Leenstra tot en met de Olympische Spelen van 2018 in Zuid-Korea sponsorde nadat Team Corendon in 2015 stopte. Na eerst voor Jong Oranje, TVM en Hofmeier/Team Hart/Team Van Veen uit te zijn uitgekomen, volgde in 2013 Corendon. Op het moment van haar afscheid in 2018 stond ze op de 9e plaats op de Adelskalender. Ze won op de Olympische Spelen van 2014 goud op de ploegenachtervolging met Ireen Wüst, Jorien ter Mors en Lotte van Beek. Vier jaar later kwam daar zilver op de ploegenachtervolging bij en een individuele bronzen medaille op de 1500 meter. In de zomer van 2018 kondigde ze haar afscheid van de topsport aan. Ze gaat zich fulltime richten op haar studie geo information science.

## Loopbaan

### Seizoen 2006/2007
In november 2006 reed Marrit Leenstra voor het eerst een wereldbekerstrijd, dit was de 1500 meter in Moskou. Dit was te danken aan haar 9e plek op het NK afstanden en een aantal afzeggingen. Ze werd 6e in de B-groep.

### Seizoen 2007/2008
Leenstra brak door op het NK afstanden 2008 waar ze brons op de 1500 meter behaalde. Hiermee plaatste ze zich voor de world cup-wedstrijden. Ook plaatste ze zich voor de 1000 meter, want daar eindigde ze als vierde. Tijdens de world cup op 10 november 2007 pakte ze het wereldrecord voor junioren op de 1500 meter af van Ireen Wüst en daarmee werd ze elfde. Tijdens het NK Allround won ze op verrassende wijze deze afstand en eindigde ze als vierde, waarmee ze zich verzekerde van deelname aan het EK Allround in Kolomna. Hier verraste ze op door zowel op de 500 meter (tweede) als op de 1500 meter (derde) op het podium te eindigen. Op de lange afstanden werd ze twee keer zevende en uiteindelijk eindigde ze in het eindklassement als zesde, waardoor ze zich rechtstreeks plaatste voor het WK Allround in Berlijn. Op dat WK werd ze uiteindelijk twaalfde. Twee weken later werd Leenstra samen met Jan Blokhuijsen wereldkampioen op het WK voor Junioren in Changchun. Nadat ze ook nog de Nederlandse sprinttitel voor A-junioren veroverd had, verbeterde ze tijdens de Olympic Oval Finals haar eigen wereldrecord voor junioren op de 1500 meter. Ook reed ze een juniorenwereldrecord op de 1000 meter en de minivierkamp voor junioren.
Interesse commerciële teams
Na het WK Allround toonden de schaatsploegen DSB en TVM interesse in de achttienjarige pupil. Leenstra liet doorschemeren dat haar voorkeur uitging naar TVM, omdat deze ploeg meer vrouwelijke allrounders binnen de gelederen heeft dan DSB. Hoofdtrainer Gerard Kemkers van TVM wilde over de speculaties verder geen commentaar geven.
Op 19 maart 2008 werd bekend dat Leenstra voor twee jaar een contract zal tekenen bij de TVM-formatie en vanaf seizoen 2008/2009 daarvoor zal schaatsen. Leenstra tekende officieel het contract op 11 april 2008.

### Seizoen 2008/2009
Op het NK afstanden 2009 won Leenstra opnieuw brons op de 1500 meter en veroverde daarmee plaatsing voor de wereldbekerwedstrijden. Op de 1000 meter werd ze vijfde maar door de beschermde status van Ireen Wüst was ze op deze afstand slechts reserve. In november 2008 won ze voor het eerst een wereldbekerwedstrijd, de ploegenachtervolging samen met Wüst en Groenewold. Tijdens het NK allround 2009 werd ze vijfde en daarmee ook slechts aangewezen als reserve voor het EK 2009. Bij het NK Sprint eindigde ze na winst op de tweede 1000 meter in het eindklassement als vierde en was Leenstra, na het aanwijzen van de gediskwalificeerde Annette Gerritsen, eveneens reserve voor het aanstaande WK Sprint. Op de selectiewedstrijd eind januari lukte het Marrit Leenstra niet om zich te plaatsen voor het WK allround, maar ze mocht wel de 1500 meter blijven rijden voor de wereldbeker. Tijdens de wereldbekerwedstrijd in Heerenveen plaatste ze zich voor het WK afstanden op de 1500 meter, wat haar in Erfurt niet gelukt was op de 1000 meter. Op haar debuut op het wereldkampioenschap afstanden leek ze op de 1500 meter één honderdste tekort te komen voor een top tienplek, maar door de diskwalificatie van Kristina Groves werd ze alsnog tiende.

### Seizoen 2009/2010
Leenstra begon het Olympische seizoen teleurstellend, op de NK afstanden 2010 wist ze zich op geen enkele afstand te plaatsen voor de wereldbekerwedstrijden. Via een skate-off wist zij zich op 5 december 2009 te plaatsen voor de 1500 meter in Calgary. Een week later startte ze in Salt Lake City ook op de 1000 meter. Op het Olympisch kwalificatietoernooi plaatste Leenstra zich niet voor de Olympische Spelen van Vancouver. Later in het seizoen liep ze ook kwalificatie voor het WK allround mis ondanks een derde plaats en een afstandszege op het Nederlands kampioenschap.
Na afloop van dit seizoen verliet Leenstra TVM en tekende ze een contract bij Hofmeier, waar ze weer herenigd werd met Jan van Veen, die haar ook al coachte bij Jong Oranje.

### Seizoen 2010/2011
Op 21 oktober 2010 tijdens de eerste Holland Cup won Leenstra de 3000 meter die werd verreden op het ijs van Kardinge. Daarmee verzekerde zij zich van deelname aan het NK Afstanden in Thialf. Op dat kampioenschap pakte zij de eerste dag de derde plek op de 500 meter en een dag later de winst op de 1000 meter en zilver op de 3000 meter. Ook op de slotdag pakte zij zilver, op de 1500 meter. Op vier afstanden pakte Leenstra vier medailles. Een week later bij de eerste wereldbekerwedstrijd in Thialf won Leenstra haar eerste individuele medaille op een wereldbekerwedstrijd, brons op de 1500 meter. Twee weken daarna verbeterde ze deze prestatie tot een tweede plek in Hamar.
Met twee afstandszeges en twee derde plekken veroverde ze op 29 december 2010 haar eerste titel tijdens het NK Allround in Thialf. Leenstra plaatste zich hiermee voor het EK allround van 7-9 januari 2011 in Collalbo, waar ze een bronzen medaille wist te veroveren. Op 30 januari won ze voor de tweede keer in haar carrière een wereldbekerwedstrijd op de ploegenachtervolging, dit keer met Wüst en Diane Valkenburg.
Op de WK Allround in Calgary werd Leenstra vierde. Op de 500 en 1500 meter werd ze derde en op de lange afstanden 3000 meter (zevende) en 5000 meter (tiende) wist ze haar verlies te beperken. Ze verbeterde op alle afstanden haar persoonlijk record. Een week later, 19 februari, won Leenstra de wereldbekerwedstrijd op de 1500 meter in Salt Lake City in een nieuw persoonlijk record. Dit was haar eerste individuele overwinning in een grote internationale seniorenwedstrijd.

### Seizoen 2011/2012
De NK afstanden 2012 verliepen minder succesvol dan een jaar terug. Leenstra won twee zilveren medailles en twee wereldbekertickets, op de 1000 en 1500 meter. Nadat ze in de Schaatsweek een startplek voor het EK allround was misgelopen, werd ze op 30 december werd ze derde op het NK Sprint, achter kampioene Margot Boer en Thijsje Oenema. Hierdoor debuteerde ze in 2012 in Calgary op het WK sprint waar ze achtste werd. Een week later wist ze haar allroundtitel te prolongeren. Tegen het einde van het seizoen kende Leenstra wat tegenslag. Ze werd ziek daags voor de WK allround, waarna ze toch startte, maar slechts dertiende werd na afzeggen voor de slotafstand. In aanloop naar de WK afstanden blesseerde ze haar enkel waarna ze het afsluitende toernooi miste.

### Seizoen 2012/2013
Nog zonder sponsor laat Leenstra zich, namens Team Van Veen tijdens de NK afstanden 2013 in Thialf, goed zien. Na een bronzen plak op de 1500 meter, en een 5e plaats op de 500 meter, pakt ze op de 1000 meter goud. Hiermee heeft ze zich met drie afstanden gekwalificeerd voor de wereldbekerwedstrijden. Hierin gaat ze goed van start, en wint in Kolomna de 1500 meter in een nieuw baanrecord door regerend wereldkampioen Christine Nesbitt in een rechtstreeks duel te verslaan, nadat ze een week eerder in Thialf in een spannend duel nog nipt van Nesbitt verloor. Op 6 januari 2013 wist Leenstra het NK sprint in Groningen als allrounder te winnen, voor titelverdediger Margot Boer. Voor het eerst sinds 1996 toen allrounder Annemarie Thomas sprintkampioene werd.

### Seizoen 2013/2014
In het seizoen 2013/2014 schaatst Leenstra bij Team Corendon. Op de NK afstanden in oktober 2013 in Heerenveen prolongeerde ze haar titel op de 1000 meter met een nieuw kampioenschapsrecord. Ze werd vierde op de 1500 meter en 500 meter. In december 2013 kwalificeerde ze zich op het OKT voor de Olympische Spelen in Sotsji met een tweede plek op de 1000 meter, een vierde plek op de 1500 meter en een zesde plek op de 500 meter. Op de Spelen oogstte ze met een negentiende plaats op de 500 meter en een zesde plaats op de 1000 meter individueel niet veel succes. Op de 1500 meter werd het podium bezet door de drie andere Nederlandse deelnemers: Jorien ter Mors, Ireen Wüst en Lotte van Beek. Zelf greep ze met een vierde plek net naast de medailles. Vijf dagen later werd ze door Van Beek vervangen voor de kwartfinale van de ploegenachtervolging, waarin het trio een nieuw olympisch record reed, maar na afloop van die race gaf bondscoach Arie Koops toch de voorkeur aan Leenstra boven Van Beek, zodat ze de volgende dag met Ter Mors en Wüst van start ging. Zowel de halve finale als de finale werd in deze samenstelling met telkens een nieuw olympisch record gewonnen.

### Seizoen 2014/2015
Wederom een sterke start voor Leenstra in een naolympisch jaar. Ze wint voor de 4e keer goud op de 1000 meter op de NK afstanden in Heerenveen. Tijdens de eerste wereldbekerwedstrijden in Obihiro laat ze daarbij zien ook internationaal de beste op deze afstand te zijn, door in een rechtstreeks duel Ireen Wüst te verslaan, waarmee ze haar eerste wereldbekerwinst op de 1000 meter behaald. Een week later wint ze in Seoul  haar derde wereldbekerwedstrijd op de 1500 meter door Ireen Wüst in een nieuw baanrecord achter zich te laten. Op het NK Allround in Thialf werd ze op de 500 meter gediskwalificeerd na twee keer een valse start.

### Seizoen 2015/2016
Na het vertrek van Blokhuijsen, Verweij en Vriend wilde Leenstra geen grote wijzigingen in de trainingsaanpak in de zomer waardoor ze ruggespraak hield en houdt met Van Veen richting het nieuwe seizoen. Tijdens de wereldbekerwedstrijden in Salt Lake City reed ze op 21 november een persoonlijk record op de 500 meter in 37,98. Op 28 februari eindigde ze als vierde op het WK Sprint in Seoel.

### Seizoen 2016/2017
Aan het einde van het seizoen 2015/2016 maakte Leenstra de balans na een stabiel seizoen op. De concurrentie was sterker geworden en om het gat naar de absolute top te dichten besloot ze om een radicale stap te zetten. Onder leiding van Maurizio Marchetto en assistent-coach Matteo Anesi, haar man, sloot ze zich aan bij de Italiaanse schaatsploeg. Hier bereidt ze zich voor op het volgende seizoen en met ondersteuning van haar privésponsor, zonne-energie leverancier enie.nl.

### Seizoen 2017/2018
In het seizoen 2017/2018 trainde ze opnieuw met de Italianen mee. Dit seizoen verbeterde ze het Nederlands record op de 1500 meter in Calgary dat op naam stond van Wüst. Bij de Olympische Winterspelen in Pyeongchang in Zuid-Korea won ze zilver op de ploegenachtervolging en een bronzen plak op de 1500 meter. In de zomer van 2018 kondigde ze haar afscheid van de topsport aan.

## Records

### Persoonlijke records
| Afstand    | Tijd    | Datum            | Baan    |
| ---------- | ------- | ---------------- | ------- |
| 500 meter  | 37,95   | 3 december 2017  | Calgary |
| 1000 meter | 1.13,72 | 2 december 2017  | Calgary |
| 1500 meter | 1.52,06 | 3 december 2017  | Calgary |
| 3000 meter | 4.02,74 | 12 februari 2011 | Calgary |
| 5000 meter | 7.06,74 | 13 februari 2011 | Calgary |

### Wereldrecords
| Nr.  | Afstand               | Tijd    | Datum            | Baan           |
| ---- | --------------------- | ------- | ---------------- | -------------- |
| jr1. | 1500 meter junioren   | 1.56,47 | 10 november 2007 | Salt Lake City |
| jr2. | 1500 meter junioren   | 1.55,14 | 12 maart 2008    | Calgary        |
| jr3. | 1000 meter junioren   | 1.15,41 | 13 maart 2008    | Calgary        |
| jr4. | minivierkamp junioren | 156,360 | 13 maart 2008    | Calgary        |

## Resultaten
| Jaar | NK Afstanden                           | NK Sprint             | NK Allround            | EK Allround       | EK Sprint       | EK Afstanden                  | WK Allround            | WK Sprint               | WK Afstanden                         | Wereldbeker                                                     | NK Junioren                                    | WK Junioren            | Olympische Spelen |
| ---- | -------------------------------------- | --------------------- | ---------------------- | ----------------- | --------------- | ----------------------------- | ---------------------- | ----------------------- | ------------------------------------ | --------------------------------------------------------------- | ---------------------------------------------- | ---------------------- | ----------------- |
| 2007 | 15e 500m 9e 1500m 12e 3000m            |                       | NC13 (12e, 15e, 9e, -) |                   |                 |                               |                        |                         |                                      | 50e 1500m                                                       |                                                |                        |                   |
| 2008 | 9e 500m · 4e 1000m · 1500m · 10e 3000m |                       | 4e · (, 6e, , 4e)      | 6e · (, 7e, , 7e) |                 |                               | 12e (7e, 12e, 7e, 12e) |                         |                                      | 19e 1000m 23e 1500m                                             | Sprint · (, )                                  | · (, ) · Achtervolging |                   |
| 2009 | 17e 500m · 5e 1000m · 1500m · 8e 3000m | 4e · (5e, , 8e, )     | 5e · (, 5e, 4e, 7e)    |                   |                 |                               |                        |                         | 10e 1500m                            | 28e 1000m · 11e 1500m · Achtervolging                           |                                                |                        |                   |
| 2010 | 15e 1000m 10e 1500m 12e 3000m          | 9e (9e, 8e, 13e, 12e) | · (5e, 4e, , 8e)       |                   |                 |                               |                        |                         |                                      | 0p 1000m 41e 1500m                                              | geen deelname                                  |                        |                   |
| 2011 | 500m · 1000m · 1500m · 3000m           |                       | · (, )                 | · (, , 6e)        |                 |                               | 4e · (, 7e, , 10e)     |                         | 4e 1000m · DNS 1500m · Achtervolging | 40e 500m · 9e 1000m · 1500m · 33e 3/5 km · Achtervolging        |                                                |                        |                   |
| 2012 | NS2 500m · 1000m · 1500m · 9e 3000m    | · (7e, , 6e, )        | · (, , 6e)             |                   |                 |                               | 13e (10e, 18e, 6e, ns) | 8e · (14e, , 18e, )     |                                      | 1000m · 1500m · 6e Achtervolging · 6e Grand Worldcup            |                                                |                        |                   |
| 2013 | 5e 500m · 1000m · 1500m                | · (4e, , 4e, )        |                        |                   |                 |                               |                        | 11e (21e, 10e, 20e, 6e) | 8e 1000m · Achtervolging             | 24e 500m · 9e 1000m · 1500m · Achtervolging · 7e Grand Worldcup |                                                |                        |                   |
| 2014 | 4e 500m · 1000m · 4e 1500m             | 5e · (10e, 5e, 12e, ) |                        |                   |                 |                               |                        |                         |                                      | 37e 500m 11e 1000m 5e 1500m                                     | 19e 500m · 6e 1000m · 4e 1500m · achtervolging |                        |                   |
| 2015 | 1000m · 1500m · 11e 3000m              | 4e · (8e, , 10e, )    | Dq · (Dq, 10e, , -)    |                   |                 |                               |                        |                         | 7e 1000m · 5e 1500m · Achtervolging  | 1000m · 1500m · achtervolging                                   |                                                |                        |                   |
| 2016 | 500m · 1000m · 1500m · 12e 3000m       | · (6e, , 7e, )        |                        |                   |                 |                               |                        | 4e (7e, 4e, 11e, 4e)    | 7e 1000m · 6e 1500m · achtervolging  | 26e 500m · 1000m · 1500m                                        |                                                |                        |                   |
| 2017 | 4e 500m · 1000m · 1500m                |                       |                        |                   | 4e · (, , 7e, ) |                               |                        |                         | 4e 1000m · 4e 1500m · achtervolging  | 17e 500m · 1000m · 1500m                                        |                                                |                        |                   |
| 2018 | 500m · 1000m · 1500m                   |                       |                        |                   |                 | 1000m · 1500m · achtervolging |                        | 4e · (9e, , 10e, )      |                                      | 1000m · 1500m                                                   | 6e 1000m · 1500m · achtervolging               |                        |                   |

NC# = niet gekwalificeerd voor de laatste afstand, maar wel als # geklasseerd in de eindrangschikking

#### Wereldbekerwedstrijden
| Jaar | 500m                                           | 1000m                                 | 1500m                      | 3/5 km                 | achtervolging | team sprint |
| ---- | ---------------------------------------------- | ------------------------------------- | -------------------------- | ---------------------- | ------------- | ----------- |
| 2007 |                                                |                                       | -, -, 6e(b), -, -, -       |                        |               |             |
| 2008 |                                                | 22e, 19e, 4e(b), 13e, 7e, 9e, -, -, - | 11e, 20e, 8e, -, -         |                        |               |             |
| 2009 |                                                | 6e, -, -, -, -, -, -, -, 2e(b), -     | 11e, 6e, 13e, 11e, 6e, 12e |                        | -, , -        |             |
| 2010 |                                                | -, -, -, 27e(b), -, -, -              | -, -, -, 17e, 27e(b), -    |                        |               |             |
| 2011 | 20e, 19e, -, -, -, -, -, -, -, -, -, -         | 7e, 6e, -, -, -, -, 6e,               | , 8e, , 4e, ,              | -, 1e(b), -*, -, -*, - | -, ,          |             |
| 2012 |                                                | , 4e, 5e, 6e, , , 6e                  | , 7e, 12e, ,               |                        | , NF, -, -    |             |
| 2013 | 15e, 14e, 12e, 14e, -, -, 16e, -, 17e, -, -, - | 4e, 5e, 5e, -, -, 5e, 6e, 4e, 10e     | , , 6e, , 8e               |                        | ,             |             |
| 2014 | -, -, -, -, -, -, 6e(b), 4e(b), -, -, -, -     | -, -, -, 5e, 6e, 6e                   | 4e, -, -, 4e, 9e, 4e       |                        | -, -, ,       |             |
| 2015 |                                                | , , 4e, 8e, 6e, ,                     | , , -, -, 4e               |                        | ,             |             |
| 2016 | -, -, 18e, 2e(b), 11e, 4e(b), 5e(b), -, -, -   | 6e, 4e, 5e, ,                         | 5e, 4e, ,                  |                        | ,             |             |
| 2017 | 11e, 10e, 14e, 17e, -, 16e                     | , 8e, ,                               | , , 4e                     |                        | , , 9e,       |             |
| 2018 | 17e, -, 1e(b), -, 1e(b), -, -, -, 4e, -, -     | 4e, 4e, , -, ,                        | 20e, 1e(b), ,              |                        | ,- DNF, , ,   | -, -, -,    |

- = geen deelname
* = 5000 meter

### Medaillespiegel
| Kampioenschap                | Goud · | Zilver · | Brons · |
| ---------------------------- | ------ | -------- | ------- |
| NK Afstanden                 | 4      | 6        | 6       |
| NK Sprint afstanden          | 6      | 3        | 2       |
| NK Sprint klassement         | 1      | 1        | 1       |
| NK Allround afstanden        | 6      | 3        | 3       |
| NK Allround klassement       | 2      | 0        | 1       |
| EK Allround afstanden        | 0      | 2        | 3       |
| EK Allround klassement       | 0      | 0        | 1       |
| EK Afstanden                 | 1      | 0        | 2       |
| Olympische Spelen            | 1      | 1        | 1       |
| WK Allround afstanden        | 0      | 0        | 2       |
| WK Allround klassement       | 0      | 0        | 0       |
| WK Sprint afstanden          | 0      | 1        | 3       |
| WK Sprint klassement         | 0      | 0        | 0       |
| WK Afstanden                 | 3      | 2        | 0       |
| WK Junioren                  | 2      | 0        | 0       |
| Wereldbeker 1000m            | 2      | 8        | 7       |
| Wereldbeker 1500m            | 3      | 12       | 10      |
| Wereldbeker Achtervolging    | 11     | 6        | 2       |
| Wereldbeker team sprint      | 0      | 1        | 0       |
| Wereldbeker Afstanden totaal | 16     | 27       | 19      |
| Wereldbekerklassement        | 5      | 5        | 6       |

## Privéleven
Naast het schaatsen haalde Leenstra een bachelor in Future Planet Studies aan de Universiteit van Amsterdam. Ze is getrouwd met de Italiaanse schaatser Matteo Anesi, het stel heeft samen een dochter en een zoon. Bij haar afscheid van de topsport in 2018 kondigde ze aan zich vol op haar studie Geo Information Science aan de Universiteit van Wageningen te richten.
2006: Anschütz-Thoms/Friesinger/Opitz/Pechstein/Völker ·
2010: Anschütz-Thoms/Beckert/Friesinger-Postma/Mattscherodt ·
2014: Van Beek/Leenstra/Ter Mors/Wüst ·
2018: Kikuchi/Sato/M. Takagi/N. Takagi ·
2022: Blondin/Maltais/Weidemann